# هیز
جانگ دا هه (کره‌ای: 장다혜؛ زادهٔ ۹ اوت ۱۹۹۱)، که بیشتر با نام هنری هِیز (انگلیسی: Heize) شناخته می‌شود، خواننده، رپر، ترانه‌سرا، آهنگساز و تهیه‌کننده اهل کره جنوبی است. نام هنری او الهام گرفته از نام رپر آمریکایی آنجل هیز است اما به جای املای Haze از Heize استفاده کرد زیرا این املا در ذهن او بود.

## حرفه

### ۲۰۱۴–اکنون: آغاز فعالیت انفرادی، اولین و دومین فول آلبوم
هیز در سال ۲۰۱۴ با انتشار ئی‌پی به نام هیز فعالیت خود را آغاز کرد که شامل شش ترانه بود. هیز در برنامه واقع‌نمای رپ شبکه ام‌نت به نام آنپرتی رپ‌استار حضور پیدا کرد اما در مرحله نیمه نهایی حذف شد. با این وجود، حضور او به عنوان یک خواننده در برنامه باعث شد که توجهات به سمت او جلب شود.
هیز در سال ۲۰۱۶ دومین ئی‌پی خود به نام و ژوئیه (And July) منتشر کرد و در جایگاه شماره ۳۴ جدول موسیقی گائون قرار گرفت. دو تک‌آهنگ این آلبوم به نام‌های «And July» و «Shut Up & Groove» نیز به ترتیب در جایگاه شماره ۸ و ۲۷ این جدول قرار گرفتند. ترانه «Shut Up & Groove» همچنین وارد جدول جدول جهانی بیلبورد ایالات متحده شد.
هیز در دسامبر ۲۰۱۶، تک‌آهنگ دیجیتال «ستاره» را منتشر کرد و پس از رسیدن به جایگاه شماره یک در تمام جدول‌های موسیقی کره جنوبی در آن زمان، به «آل کیل» دست یافت.

## ترانه‌شناسی
آلبوم‌های استودیویی
- اون خوبه (۲۰۱۹)
- آندو (۲۰۲۲)

## فیلم‌شناسی

### برنامه تلویزیونی
| سال  | عنوان                | نقش        | توضیحات | منابع |
| ---- | -------------------- | ---------- | ------- | ----- |
| ۲۰۱۵ | آنپرتی رپ‌استار ۲     | شرکت کننده |         |       |
| ۲۰۱۹ | تو یو پروجکت شوگر من | مجری       | فصل ۳   |       |

### برنامه رادیویی
| سال        | عنوان       | نقش  | توضیحات             | منابع  |
| ---------- | ----------- | ---- | ------------------- | ------ |
| ۲۰۱۹       | خاطرات هیز  | مجری |                     |        |
| ۲۰۲۲–اکنون | ولوم آپ هیز | مجری | ۲۲ اوت ۲۰۲۲ – اکنون | [ ۱۰ ] |